# Horizons
Horizons — второй альбом австралийской металкор-группы Parkway Drive, выпущенный 6 октября 2007 в Австралии и 9 октября 2007 во всём мире. Продюсером альбома является гитарист Killswitch Engage Adam Dutkiewicz. Альбом записан в Zing Studios в Массачусетсе. Достиг #6 в ARIA Charts 14 октября 2007 и #27 в американском чарте Top Heatseekers. Был снят клип на композицию «Boneyards».
Композиция «Feed Them to the Pigs» является отсылкой к фильму Гая Ричи «Большой куш».

## Список композиций
Слова и музыка всех песен — Parkway Drive.
| №                   | Название                | Длительность |
| ------------------- | ----------------------- | ------------ |
| 1.                  | «Begin»                 | 0:49         |
| 2.                  | «The Siren's Song»      | 3:09         |
| 3.                  | «Feed Them to the Pigs» | 2:33         |
| 4.                  | «Carrion»               | 3:10         |
| 5.                  | «Five Months»           | 4:04         |
| 6.                  | «Boneyards»             | 3:14         |
| 7.                  | «Idols and Anchors»     | 3:50         |
| 8.                  | «Moments in Oblivion»   | 1:44         |
| 9.                  | «Breaking Point»        | 3:37         |
| 10.                 | «Dead Man's Chest»      | 3:22         |
| 11.                 | «Frostbite»             | 3:32         |
| 12.                 | «Horizons»              | 5:35         |
| Общая длительность: | Общая длительность:     | 38:35        |

## Участники записи
- Winston McCall — Вокал
- Jeff Ling — Гитара
- Luke Kilpatrick — Гитара
- Jia O’Connor — Бас-гитара
- Ben Gordon — Ударные